# Дивне (Нестеровський район)
Дивне (рос. Дивное) — селище Нестеровського району, Калінінградської області Росії. Входить до складу Ілюшинського сільського поселення.
Населення —  35 осіб (2015 рік). 

## Населення
| 2002 | 2010 |
| ---- | ---- |
| 59   | ↘35  |